# 크리스토프 마리아 허브스트

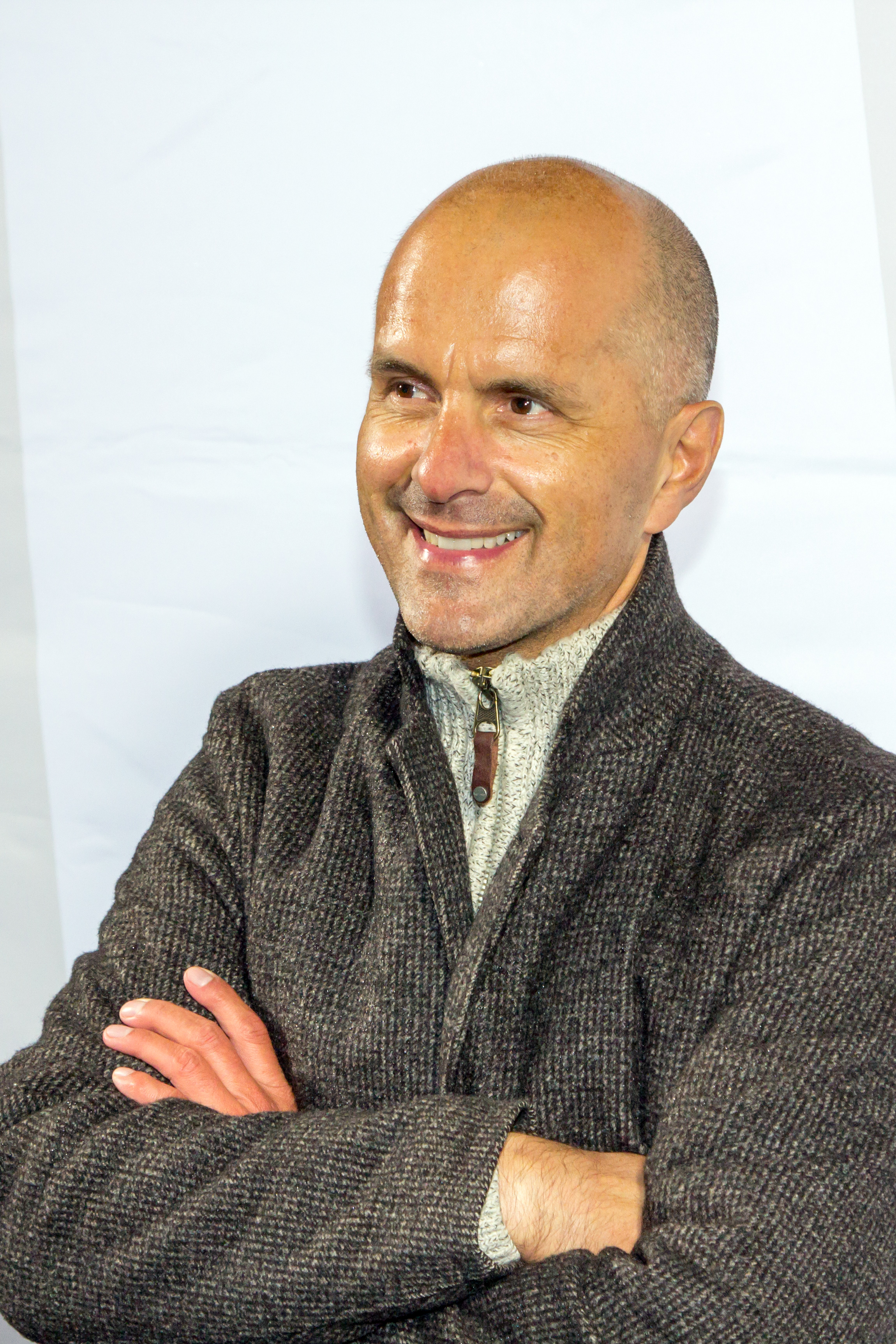

크리스토프 마리아 허브스트(Christoph Maria Herbst, 1966년 2월 9일 ~ )는 독일의 배우, 성우, 희극 배우, 영화배우, 텔레비전 배우이다.
부퍼탈에서 태어났다.

## 영화
- 데 보나메 (2018년)
- 릴리와 동물 친구들 (2018년)
- 더 라스트 피그 (2016년)
- 꼬마돼지 펄시의 생일 케이크 (2016년)
- 그가 돌아왔다 (2015년)
- 마라 앤 더 파이어브링거 (2015년)
- 파노스와 요르고스 그리고 당나귀 (2015년) - 요르고스 역
- 맨 케이브 (2014년)
- 더 맘바 (2014년)
- 300 월트 도이치 (2013년)
- 빌리와 용감한 녀석들 3D (2010년) - 한 찰스 목소리 역
- 빅키 더 바이킹 (2009년)
- 임피 원더랜드 가다 (2008년)
- 돼지코 아기공룡 임피의 모험 (2008년)
- 핸데 웨이 본 미시시피 (2007년)
- 요절복통 프레드의 사랑찾기 (2006년) - 로니 역
- 사랑의 추구와 발견 (2005년)
- 내 남자의 유통기한 (2005년)
- 클라운 (1998년)